# Епархия Эври-Корбей-Эсона
Епархия Эври-Корбей-Эсона (лат. Dioecesis Evriensis-Corbiliensis-Exonensis) — епархия Римско-Католической церкви с центром в городе Эври, Франция. Епархия Эври-Корбей-Эсона распространяет свою юрисдикцию на территорию департамента Эсон. Епархия Эври-Корбей-Эсона входит в митрополию Парижа. Кафедральным собором епархии Эври-Корбей-Эсона является Собор Воскресения Христова. В городе Корбей-Эсон находится сокафедральный собор Святого Эксуперия (Сен-Спир).

## История
9 октября 1966 года Римский папа Павел VI выпустил буллу Qui volente Deo, которой учредил епархию Корбея, выделив её из епархии Версаля.
11 июня 1988 года епархия Корбея была переименована в епархию Эври-Корбей-Эсона.

## Ординарии епархии
- епископ Альбер-Жорж-Ив Мальбуа (9.10.1966 — 13.09.1977);
- епископ Ги Алексис Эрбюло (12.05.1978 — 15.04.2000);
- епископ Мишель Мари Жак Дюбо (15.04.2000 — 01.08.2017);
- епископ Мишель Пансар (01.08.2017 — по настоящее время).

## Источник
- Annuario Pontificio, Libreria Editrice Vaticana, Città del Vaticano, 2003, ISBN 88-209-7422-3
- Булла Qui volente Deo  (англ.)